# Sánkhja
Sánkhja, v dévanágarí सांख्य, je jedna ze šesti ortodoxních škol indické filosofie. Zakladatelem je všeobecně uznáván světec Kapila, nikoli však pravédský rishij Kapila, nýbrž stejnojmenný guru z 6. nebo 5. století před Kristem. Sánkhja je považována za nejstarší filosofický systém hinduistické tradice založený na principech dualismu. Vliv této filosofické školy je znatelný jak v pozdější védántské filosofii, tak i ve filosofii jógy.
Historicky lze tuto filosofickou školu sice spojovat s hinduismem, ale ve své původní podobě měla větší souvislost s buddhismem, kterým byla ovlivněna. Kapila žil krátce po úmrtí Buddhy a jeho učení ho pravděpodobně ovlivnilo. Známý spis pojednávající o sánkhje je Sánkhja káriká (200 př. n. l.) přisuzovaný Íšvara Kršnovi.
Další druh sánkhji (bhágavata sánkhja) učí Kapila, syn Dévahúti (Dévahútiputra Kapila) v Bhágavata puráně 3.25-33. Tato sánkhja uznává jako další kategorii kála (čas).

## Přehled
Základní myšlenkou této filosofie je pohled na svět, který je složený z puruša (kosmický duch) a prakrti (prvotní hmotná substance). Podle této filozofie je úplné vědění možné třemi platnými prostředky (trajam pramána): 1. vjemy (pratjakša), 2. úvahou (anumána) a 3. slovem (šabda). Sánkhja považuje znalost objektu za neúplnou bez znalosti jeho součástí.

### Stvoření
Ve své analýze stanovil Kapila 25 kategorií stvoření:
1. Puruša či kosmický duch tvoří základnu subjektivního aspektu života. Je věčným tichým svědkem všeho, co bylo, je a bude.
2. Prakrti či hmota je prvotní substancí, ze které vzniklo celé stvoření či příroda. Jejími základní složkami jsou tři guny - sattva (čisté duchovní bytí), radžas (pohyb nebo aktivita) a tamas (těžkost nebo hrubost). Ty jsou zodpovědné za všechny změny a tvoří základ evoluce. Tak dlouho, pokud jsou guny v rovnováze, neuvádějí se jako tři, nevykazují žádnou aktivitu a neexistuje žádný proces tvoření a evoluce; když začnou být aktivní, objeví se v celé rozmanitosti permutací a kombinací.
3. Mahat je onen první stav evoluce, kdy se předchozí, nediferencovaná, prvopočáteční substance - prakriti - začíná pohybovat určitým směrem.
4. Ahamkára je princip zodpovědný za individualizaci mahat.
5. Manas je kosmická mysl, která poskytuje objekt pro individualizující princip, ahamkára.
6. Indrija - 5 smyslů vnímání (gjánendrija) a 5 ústrojí činnosti (karmendrija) spojují mysl s projeveným světem objektů.
7. Tanmátra ustanovují 5 základních esencí objektů a 5 smyslů vnímání. Vyjadřují se v pěti elementech, které poskytují materiální základ celého objektivního vesmíru: 1. esence zvuku (šabda tanmátra) v prostoru, 2. esence hmatu (sparša tanmátra) ve vzduchu, 3. esence tvaru (rúpa tanmátra) v ohni, 4. esence chuti (rasa tanmátra) ve vodě, 5. esence vůně (gandha tanmátra) v zemi.
8. Mahábhúta - 5 elementů (živlů): 1. prostor (akáša), 2. vzduch (váju), 3. oheň (tédžas), 4. voda (apas), 5. země (prthiví).